# Jean Pierre Antoine d’Alençon
Jean Pierre Antoine d’Alençon (* 20. November 1687 (Taufdatum) in Berlin; † 19. Mai 1752 in Breslau) war ein deutscher Beamter in Preußen.

## Leben

### Familie
Jean Pierre Antoine d’Alençon war der Sohn des aus Metz gebürtigen hugenottischen Isaac d’Alençon (* 11. Januar 1657 in Metz; † 23. September 1740 in Berlin), Staatskommissar und Rat und dessen Ehefrau Louise (* 1656 in Sainte-Menehould; † 16. Mai 1723 in Berlin), Tochter von Pierre de Châtillon.

### Werdegang
Jean Pierre Antoine d’Alençon immatrikulierte sich am 13. Mai 1719 zu einem Studium an der Universität Frankfurt an der Oder.
Er war nach dem Studium zunächst in der Berliner Stadtverwaltung tätig und übte das Amt des Manufakturinspektors aus, war Senator, Mitglied des Französischen Oberdirektoriums Conseil Français und Adjunkt des französischen Obergerichtsrats du Clos; seit 1730 war er auch als Polizeidirektor der Französischen Kolonie Adjunkt seines Vaters.
Von 1737 bis Herbst 1740 hielt er sich bei dem Markgrafen Friedrich Wilhelm von Brandenburg-Schwedt auf; in dieser Zeit folgte er am 13. Mai 1739 in das Amt des verstorbenen du Clos als französischer Obergerichtsrat nach.
Er wurde zum Kriegs- und Domänenrat befördert, als die Breslauer Kammer errichtet wurde und war seit Juli 1743 zweiter Kammerdirektor und trat damit an die Stelle von Arnold Heinrich von Aussen (1698–1771), der erster Direktor in Breslau geworden war.
1754 war der Breslauer Abbé Giovanni Battista Bastiani (1714–1786) Testamentsvollstrecker des verstorbenen Jean Pierre Antoine d’Alençon.